# Lockheed Martin A-4AR Fightinghawk
Pour les articles homonymes, voir A-4.
Le Lockheed Martin A-4AR Fightinghawk est un avion d'attaque au sol développé pour la force aérienne argentine, qui est entré en service en 1998. Il est une évolution majeure de l'avion américain Douglas A-4M Skyhawk, conçu par McDonnell Douglas au début des années 1950.
Le programme a reçu le nom de « Fightinghawk », en hommage au F-16 Fighting Falcon, qui est la source de sa nouvelle avionique.

## Conception et développement

### Contexte
La guerre des Malouines, en 1982, a fait des ravages dans les rangs de l'Aviation militaire argentine, qui a perdu plus de soixante appareils et 55 membres pendant le conflit. En raison de la forte détérioration de la situation de l'économie nationale et de la perte de confiance politique envers les militaires, la force aérienne s'est vue refuser les ressources nécessaires au remplacement de ses pertes au combat.
La fourniture en avions de combat modernes était restreinte, depuis que les États-Unis avaient imposé un embargo sur les armes en 1978 pour violation des droits de l'homme. Il y avait eu de nouvelles restrictions lorsque le Royaume-Uni avait également imposé un embargo sur les armes en 1982. Les seuls avions de combat que pouvait obtenir la force aérienne argentine étaient : 10 Mirage 5P, transférés de la force aérienne péruvienne, 19 Mirage IIICJ de la force aérienne israélienne, vétérans de la guerre des Six Jours, et 2 Mirage IIIB biplaces d'entraînement de l'Armée de l'air française.
En 1989, Carlos Menem a été élu Président de l'Argentine et a rapidement établi une politique étrangère pro-États-Unis, qui a permis au pays de gagner le statut d'allié majeur non-membre de l'OTAN. Toutefois, même si la situation économique était devenue meilleure, le pays ne disposait toujours pas des fonds suffisants pour l'achat d'avions de combat modernes, tels le Mirage 2000.
En 1994, les États-Unis ont proposé une offre alternative pour la modernisation de 36 A-4M Skyhawks ex-USMC, dans un contrat d'une valeur de 282 millions de dollars effectué par Lockheed Martin et ont inclus la privatisation de la Fábrica Militar de Aviones (FMA), renommée Lockheed Martin Aircraft Argentina SA après la privatisation. Le 17 mars 2009, la FMA a été renationalisée et est revenue au gouvernement argentin, sous le nom de Fábrica Argentina de Aviones (FAdeA).

### Production
Les techniciens de la force aérienne argentine ont choisi 32 A-4M, construits entre 1970 et 1976,, et quatre TA-4F conservés en stockage à l'Aerospace Maintenance and Regeneration Center de la base aérienne Davis-Monthan, à Tucson, dans l'Arizona, pour les faire évoluer. Les plans d'amélioration incluaient :
- Complète révision de la cellule, des faisceaux de câbles et du turboréacteur Pratt & Whitney J52P-408A ;
- Installation de sièges éjectables Douglas Escapac 1-G3 ;

- Casques de pilotes HGU-55/P ;

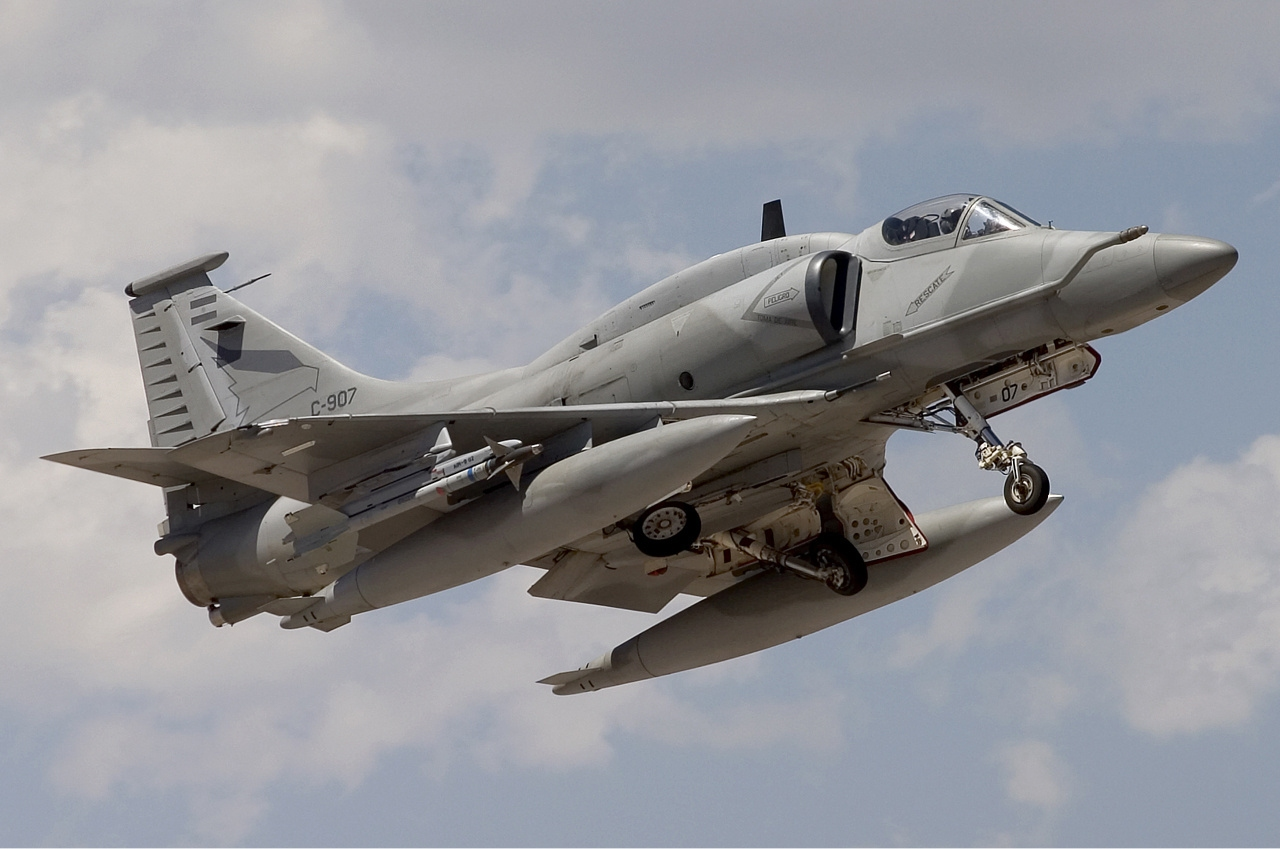
Un Lockheed-Martin A-4AR Fightinghawk au décollage, en 2005.

- Système de génération d'oxygène de bord (OBOGS, On-Board Oxygen Generation System) de marque Honeywell ;
- Radar Westinghouse/Northrop Grumman AN/APG-66V2 (ARG-1) (en)[1] ;
- Contrôles de type « 3M » et « glass cockpit » (deux écrans à tube cathodique) ;
- Affichage tête haute Sextant Avionique/Thales Avionics ;
- Système de navigation inertielle Litton/Northrop Grumman LN-100G ;
- Bus de données MIL-STD-1553B ;
- Deux ordinateurs de mission General Dynamics Information Systems AN/AYK-14 ;
- Récepteur d'alerte radar Northrop Grumman AN/ALR-93 (V)1 ;
- Brouilleur radar AN/ALQ-126B ;
- Brouilleur radar AN/ALQ-162 ;
- Éjecteur de leurres paillettes/fusées ALR-47 ;
- Système IFF (identification ami/ennemi) AN/APX-72.

Les cellules d'A-4M ont été initialement équipées de systèmes de poursuite TV et laser Hughes AN/ASB-19 (es) Angle Rate Bombing System (ARBS), mais ils ont été retirés après leur conversion en A-4AR (pour « ARgentine »), car le radar pouvait apporter les mêmes données aux systèmes de bord.
Le contrat stipulait que huit cellules devaient être rénovées à l'usine de Lockheed-Martin à Palmdale, en Californie, et les 27 cellules restantes à Córdoba, en Argentine, à l'usine de Lockheed Martin Aircraft Argentina SA (ex-Fábrica Militar de Aviones). Au-moins dix cellules de TA-4J et A-4M pour pièces détachées, huit moteurs supplémentaires et un nouveau simulateur de vol pour l'A-4AR ont également été livrés.

## Carrière opérationnelle

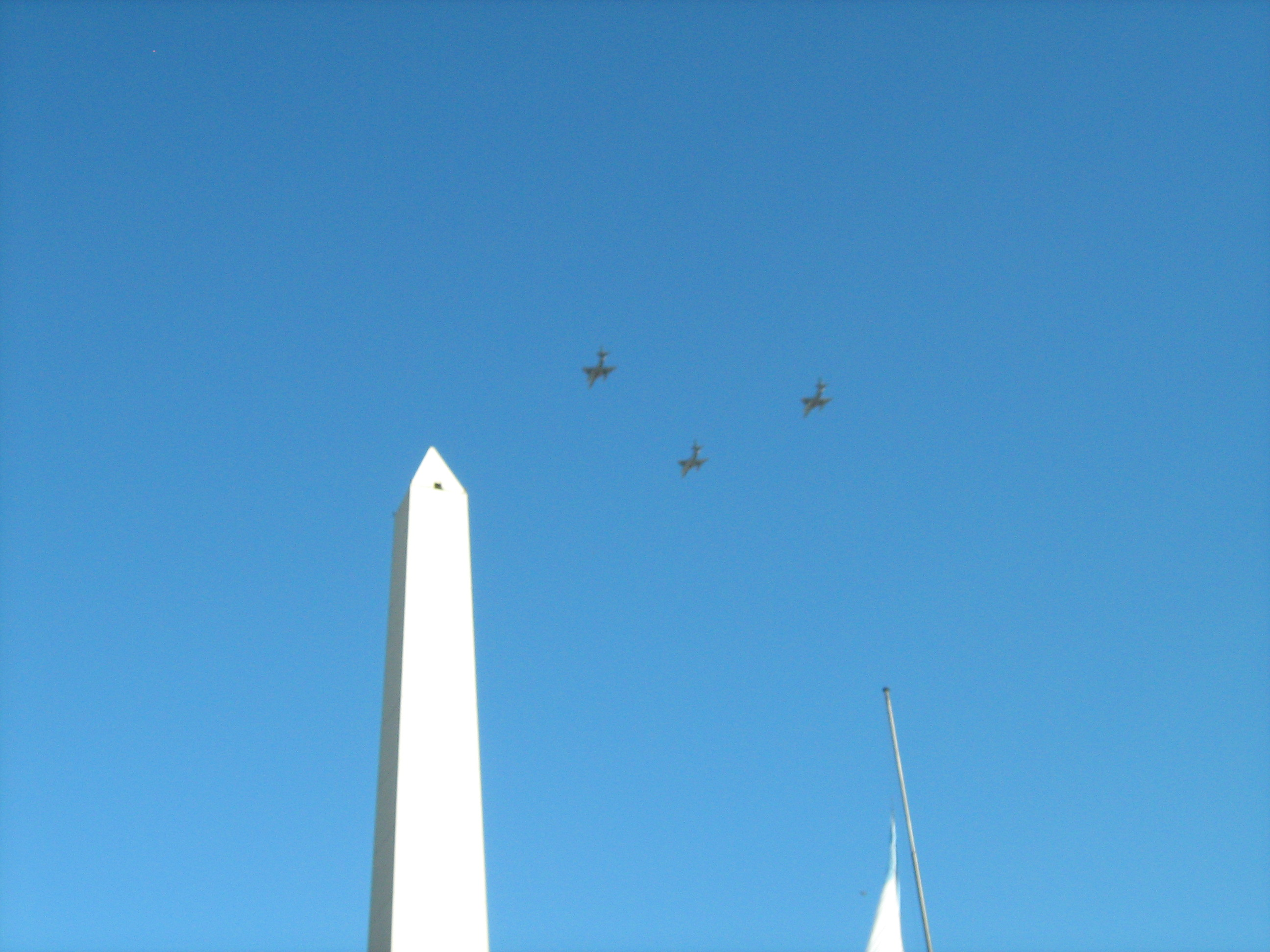
Survol de l'Obélisque de Buenos Aires, pendant la célébration du, en 2010.

Les Fightinghawks, ayant reçu leurs numéros de série de la force aérienne C-901 à C-936, ont vu un premier groupe arriver en Argentine le 18 décembre 1997, et le premier A-4AR « argentin » est sorti de l'usine de Córdoba le 3 août 1998. Le dernier appareil — le numéro C-936 — a été livré à la force aérienne en mars 2000. Deux avions, un monoplace et un biplace, sont restés un temps aux États-Unis pour effectuer une homologation de l'armement. Tous les A-4AR ont été livrés à la cinquième brigade aérienne (V Brigada Aérea) à Villa Reynolds, dans la province de San Luis, où ils ont remplacé deux escadrons d'A-4P — localement désignés A-4B — et A-4C vétérans de la guerre des Malouines. Ils ont rapidement été déployés en patrouilles autour du pays, de Río Gallegos, au sud, à Resistencia, au nord, où ils ont été utilisés pour intercepter des contrebandiers et des avions participant au trafic de drogue.
En septembre 1988, peu après leur arrivée, puis à nouveau en 2001, des F-16 de la United States Air Force ont visité Villa Reynolds pour l'exercice conjoint Southern Falcon, connu sous le nom d'Aguila (« Aigle ») en Argentine. En 2004, les A-4AR sont sortis du pays pour l'exercice conjoint Cruzex, avec des F-5 et Mirages de la force aérienne brésilienne, des F-16 de l'Aviation nationale du Venezuela et des Mirage 2000 français.
En novembre 2005, ils ont été déployés sur la base aérienne de Tandil pour contrôler une zone d'exclusion aérienne lors du 4e Sommet des Amériques (en), puis ont rencontré plus tard des Mirage chiliens, des AMX brésiliens et des A-37 uruguayens à Mendoza, pour l'exercice conjoint Ceibo.
En juillet 2006, ils ont été déployés dans la province de Córdoba pour 30e sommet des présidents du Mercosur, tandis qu'en août et septembre, ils sont retournés vers le nord au Brésil pour l'exercice conjoint Cruzex III avec le Brésil, le Chili, la France, le Pérou, l'Uruguay et le Venezuela.
En juin 2008, ils ont été déployés vers la province de Tucumán pour le sommet des présidents du Mercosur.
En août 2009, ils ont été déployés vers San Carlos de Bariloche pour le sommets des présidents de l'UNASUR. Plus tard ce même mois, ils ont participé à Reconquista à Pre-Salitre, un exercice de préparation pour l'exercice Salitre II du mois d'octobre suivant au Chili avec le Chili, le Brésil, la France et les États-Unis,.
Le 1er mai 2010, ils ont participé à la présentation Air Fest 2010, sur l'aéroport et base aérienne de Morón (en). Le 25 mai 2010, trois A-4AR ont survolé l'Avenida 9 de Julio à l'occasion des représentations commémoratives du Bicentenaire de la Révolution de Mai (es).
En août 2010, les avions ont contrôlé une zone interdite de survol à San Juan, pour le Sommet des présidents du Mercosur. En septembre, ils ont rejoint le reste des avions de la force aérienne à Reconquista, pour les manœuvres d'intégration ICARO III. En novembre, ils se sont déployés vers la base aérienne de Tandil pour le vingtième Sommet ibéro-américain, tenu à Mar del Plata.
En janvier 2016, le Ministre de la Défense argentin Julio Martinez a confirmé que tous les A-4AR de la force aérienne avaient été cloués au sol. À l'origine, cela était dû à la péremption des cartouches explosives présentes dans leurs sièges éjectables, mais plus tard, il est devenu évident que d'autres problèmes étaient présents. Dans tous les cas, il ne restait que quatre ou cinq appareils en état de vol, les autres étant placés en stockage à Villa Reynolds (en).
En mai 2017, ils ont participé à la célébration de l'anniversaire de la révolution de Mai.
Alors que les A-4AR auraient dû être retirés en 2018 selon des prévisions de 2016, et que quatre sont opérationnels en mars 2018, l'Argentine les maintient en état pour la sécurité du sommet du G20 de 2018. Six sont déclarés opérationnels en 2020.  Ils sont toujours en service en 2024.

## Versions
- A-4AR : Version monoplace, obtenue par conversion d'A-4M. 32 exemplaires ;
- OA-4AR : Version biplace, obtenue par conversion de TA-4F. 4 exemplaires.

## Accidents
En avril 2024, on dénombrait la perte de cinq appareils, sur une carrière de vingt cinq ans :
- Le 6 juillet 2005, l'A-4AR numéro C-906 s'écrase près de Justo Daract, dans la province de San Luis. Le pilote, le lieutenant Horacio Martín Flores, décède à l'âge de 29 ans[27] ;
- Le 24 août 2005, l'A-4AR numéro C-936 s'écrase près de Río Cuarto, dans la province de Córdoba. Le pilote s'éjecte en sécurité[28] ;
- Le 14 février 2013, l'OA-4AR (biplace) numéro C-902 s'écrase à l'atterrissage à l'aéroport Vicecomodoro Ángel de la Paz Aragonés, près de Santiago del Estero. Les deux pilotes s'éjectent en sécurité[29].
- Le 5 aout 2020, l'A-4AR numéro C-925 s'écrase dans le département de General Roca (Córdoba). Le pilote s'éjecte mais décède de ses blessures[30]..
- Le 15 juillet 2024, l'A-4AR numéro C-926, du Grupo Aéreo 5 de Caza / I Escuadrón, s'écrase lors du décollage de l'aéroport de Villa Reynolds à Villa Mercedes. Le pilote est tué[31].

## Spécifications techniques (A-4ARFightinghawk)
Données de McDonnell Douglas A-4AR Fightinghawk
Caractéristiques générales
- Équipage : 1 pilote (2 membres pour la version biplace OA4-AR)
- Longueur : 12,30 m
- Envergure : 8,38 m
- Hauteur : 4,57 m
- Surface alaire : 24,15 m2
- Masse à vide : 4 900 kg
- Masse typique : 11 000 kg
- Masse maximale au décollage : 11 136 kg
- Moteur : 1 turboréacteur double corps à simple flux Pratt & Whitney J52-P-408A, 50 kN

 Performances 
- Vitesse maximale : 1 080 km/h
- Distance franchissable : 3 220 km
- Plafond : 12 880 m
- Vitesse ascensionnelle : 2 580 m/min
- Charge alaire : 344,4 kg/m2
- Rapport poids-poussée : 0,51

Armement

- Canons : Deux canons de 20 mm Colt Mk.12 (en), approvisionnés de 100 coups chacun
- Points d'emports : 5 points d'emport externes pour 4 490 kg de Bombes et deux AIM-9M Sidewinder ou CITEFA AS-25K (es)